# WTA-seizoen 2013
Het WTA-seizoen in 2013 bestond uit de internationale tennistoernooien die door de WTA werden georganiseerd in het kalenderjaar 2013. In het onderstaande overzicht zijn voor de overzichtelijkheid ook de grandslamtoernooien, de Fed Cup en de Hopman Cup toegevoegd, hoewel deze door de ITF werden georganiseerd.

## Legenda

### Categoriekleuren
| Grandslamtoernooien        |
| Eindejaarskampioenschappen |
| Premier Mandatory          |
| Premier Five               |
| Premier                    |
| International              |
| Challenger                 |
| Toernooien voor teams      |

### Codering
De codering voor het aantal deelnemers is als volgt:
"128S/96Q/64D/32X" betekent:
- 128 deelnemers aan hoofdtoernooi vrouwenenkelspel (S)
- 96 aan het vrouwenkwalificatietoernooi (Q)
- 64 koppels in het vrouwendubbelspel (D)
- 32 koppels in het gemengd dubbelspel (X)

Alle toernooien werden in principe buiten gespeeld, tenzij anders vermeld.
RR = groepswedstrijden, (i) = indoor (overdekt)

## Verschillen met vorig jaar
- Het toernooi van Marbella, dat in 2012 al werd geannuleerd, verdween in 2013 geheel van de kalender.
- De toernooien van Barcelona en Kopenhagen verdwenen van de kalender.
- De Olympische Spelen, die eens in de vier jaar worden gehouden, stonden ook niet op het programma in 2013.
- Nieuwe toernooien werden georganiseerd in Shenzhen, Florianópolis, Katowice en Neurenberg; allen behoorden tot de categorie "International".
- De volgende (International)toernooien werden in 2013 op een ander moment gehouden dan in 2012: Monterrey was verplaatst van februari naar april, Boedapest van april naar juli en Bad Gastein van juni naar juli.
- Nieuwe Challengertoernooien werden georganiseerd in Cali (Colombia), Suzhou (China), Ningbo (China) en Nanjing (China). Het Challengertoernooi van Pune (India) was na één editie weer van de kalender verdwenen.

## WTA-toernooikalender

### Januari
| Week van              | Toernooi | Winnares                                             | Verliezend finaliste                  | Uitslag finale   |         |
| --------------------- | --- | ---------------------------------------------------- | ------------------------------------- | ---------------- | ------- |
| 31 december (2012)    | Hopman Cup Perth, Australië Hopman Cup XXV AU$1.000.000 - hardcourt (i) - 8 gemengde teams (RR)              | Spanje – Anabel Medina Garrigues – Fernando Verdasco | Servië – Ana Ivanović – Novak Đoković | 2-1              | details |
| 31 december (2012)    | Brisbane International Brisbane, Australië WTA Premiertoernooi $1.000.000 - hardcourt - 32S/32Q/16D          | Serena Williams                                      | Anastasija Pavljoetsjenkova           | 6-2, 6-1         | details |
| 31 december (2012)    | Brisbane International Brisbane, Australië WTA Premiertoernooi $1.000.000 - hardcourt - 32S/32Q/16D          | Bethanie Mattek-Sands Sania Mirza                    | Anna-Lena Grönefeld Květa Peschke     | 4-6, 6-4, [10-7] | details |
| 31 december (2012)    | Shenzhen Open Shenzhen, China WTA Internationaltoernooi $500.000 - hardcourt - 32S/16Q/16D                   | Li Na                                                | Klára Zakopalová                      | 6-3, 1-6, 7-5    | details |
| 31 december (2012)    | Shenzhen Open Shenzhen, China WTA Internationaltoernooi $500.000 - hardcourt - 32S/16Q/16D                   | Chan Hao-ching Chan Yung-jan                         | Iryna Boerjatsjok Valerija Solovjeva  | 6-0, 7-5         | details |
| 31 december (2012)    | ASB Classic Auckland, Nieuw-Zeeland WTA Internationaltoernooi $235.000 - hardcourt - 32S/32Q/15D             | Agnieszka Radwańska                                  | Yanina Wickmayer                      | 6-4, 6-4         | details |
| 31 december (2012)    | ASB Classic Auckland, Nieuw-Zeeland WTA Internationaltoernooi $235.000 - hardcourt - 32S/32Q/15D             | Cara Black Anastasia Rodionova                       | Julia Görges Jaroslava Sjvedova       | 2-6, 6-2, [10-5] | details |
| 7 januari             | Apia International Sydney Sydney, Australië WTA Premiertoernooi $690.000 - hardcourt - 30S/48Q/16D           | Agnieszka Radwańska                                  | Dominika Cibulková                    | 6-0, 6-0         | details |
| 7 januari             | Apia International Sydney Sydney, Australië WTA Premiertoernooi $690.000 - hardcourt - 30S/48Q/16D           | Nadja Petrova Katarina Srebotnik                     | Sara Errani Roberta Vinci             | 6-3, 6-4         | details |
| 7 januari             | Moorilla Hobart International Hobart, Australië WTA Internationaltoernooi $235.000 - hardcourt - 32S/32Q/16D | Jelena Vesnina                                       | Mona Barthel                          | 6-3, 6-4         | details |
| 7 januari             | Moorilla Hobart International Hobart, Australië WTA Internationaltoernooi $235.000 - hardcourt - 32S/32Q/16D | Garbiñe Muguruza María Teresa Torró Flor             | Tímea Babos Mandy Minella             | 6-3, 7-6         | details |
| 14 januari 21 januari | Australian Open Melbourne, Australië ITF Grandslamtoernooi $13.712.772 - hardcourt - 128S/96Q/64D/32X        | Viktoryja Azarenka                                   | Li Na                                 | 4-6, 6-4, 6-3    | details |
| 14 januari 21 januari | Australian Open Melbourne, Australië ITF Grandslamtoernooi $13.712.772 - hardcourt - 128S/96Q/64D/32X        | Sara Errani Roberta Vinci                            | Ashleigh Barty Casey Dellacqua        | 6-2, 3-6, 6-2    | details |
| 14 januari 21 januari | Australian Open Melbourne, Australië ITF Grandslamtoernooi $13.712.772 - hardcourt - 128S/96Q/64D/32X        | Jarmila Gajdošová Matthew Ebden                      | Lucie Hradecká František Čermák       | 6-3, 7-5         | details |
| 28 januari            | Open GDF Suez Parijs, Frankrijk WTA Premiertoernooi $690.000 - hardcourt (i) - 28S/32Q/16D                   | Mona Barthel                                         | Sara Errani                           | 7-5, 7-6         | details |
| 28 januari            | Open GDF Suez Parijs, Frankrijk WTA Premiertoernooi $690.000 - hardcourt (i) - 28S/32Q/16D                   | Sara Errani Roberta Vinci                            | Andrea Hlaváčková Liezel Huber        | 6-1, 6-1         | details |
| 28 januari            | PTT Pattaya Open Pattaya, Thailand WTA Internationaltoernooi $235.000 - hardcourt - 32S/16Q/16D              | Maria Kirilenko                                      | Sabine Lisicki                        | 5-7, 6-1, 7-6    | details |
| 28 januari            | PTT Pattaya Open Pattaya, Thailand WTA Internationaltoernooi $235.000 - hardcourt - 32S/16Q/16D              | Kimiko Date-Krumm Casey Dellacqua                    | Akgul Amanmuradova Aleksandra Panova  | 6-3, 6-2         | details |

### Februari
| Week van    | Toernooi | Winnares                                                                                  | Verliezend finaliste                  | Uitslag finale    |         |
| ----------- | --- | ----------------------------------------------------------------------------------------- | ------------------------------------- | ----------------- | ------- |
| 4 februari  | ITF Fed Cup (eerste ronde)                                                                                                   | Tsjechië 4–0 Australië Slowakije 3–2 Servië Italië 3–2 Verenigde Staten Rusland 3–2 Japan |                                       |                   | details |
| 11 februari | Qatar Total Open Doha, Qatar WTA Premier Fivetoernooi $2.369.000 - hardcourt - 56S/32Q/28D                                   | Viktoryja Azarenka                                                                        | Serena Williams                       | 7-6, 2-6, 6-3     | details |
| 11 februari | Qatar Total Open Doha, Qatar WTA Premier Fivetoernooi $2.369.000 - hardcourt - 56S/32Q/28D                                   | Sara Errani Roberta Vinci                                                                 | Nadja Petrova Katarina Srebotnik      | 2-6, 6-3, [10-6]  | details |
| 11 februari | Copa Bionaire Cali, Colombia WTA Challengertoernooi $125.000 - gravel - 32S/16Q/16D                                          | Lara Arruabarrena Vecino                                                                  | Catalina Castaño                      | 6-3, 6-2          | details |
| 11 februari | Copa Bionaire Cali, Colombia WTA Challengertoernooi $125.000 - gravel - 32S/16Q/16D                                          | Catalina Castaño Mariana Duque Mariño                                                     | Florencia Molinero Teliana Pereira    | 3-6, 6-1, [10-5]  | details |
| 18 februari | US National Indoor Tennis Champ's Memphis, Verenigde Staten WTA Internationaltoernooi $235.000 - hardcourt (i) - 32S/32Q/16D | Marina Erakovic                                                                           | Sabine Lisicki                        | 6-1, opg.         | details |
| 18 februari | US National Indoor Tennis Champ's Memphis, Verenigde Staten WTA Internationaltoernooi $235.000 - hardcourt (i) - 32S/32Q/16D | Kristina Mladenovic Galina Voskobojeva                                                    | Sofia Arvidsson Johanna Larsson       | 7-6, 6-3          | details |
| 18 februari | Dubai Duty Free Championships Dubai, Veren. Arabische Emiraten WTA Premiertoernooi $2.000.000 - hardcourt - 28S/32Q/16D      | Petra Kvitová                                                                             | Sara Errani                           | 6-2, 1-6, 6-1     | details |
| 18 februari | Dubai Duty Free Championships Dubai, Veren. Arabische Emiraten WTA Premiertoernooi $2.000.000 - hardcourt - 28S/32Q/16D      | Bethanie Mattek-Sands Sania Mirza                                                         | Nadja Petrova Katarina Srebotnik      | 6-4, 2-6, [10-7]  | details |
| 18 februari | Copa Colsanitas Bogota, Colombia WTA Internationaltoernooi $235.000 - gravel - 32S/32Q/16D                                   | Jelena Janković                                                                           | Paula Ormaechea                       | 6-1, 6-2          | details |
| 18 februari | Copa Colsanitas Bogota, Colombia WTA Internationaltoernooi $235.000 - gravel - 32S/32Q/16D                                   | Tímea Babos Mandy Minella                                                                 | Eva Birnerová Aleksandra Panova       | 6-4, 6-3          | details |
| 25 februari | Brasil Tennis Cup Florianópolis, Brazilië WTA Internationaltoernooi $235.000 - hardcourt - 32S/21Q/16D                       | Monica Niculescu                                                                          | Olga Poetsjkova                       | 6-2, 4-6, 6-4     | details |
| 25 februari | Brasil Tennis Cup Florianópolis, Brazilië WTA Internationaltoernooi $235.000 - hardcourt - 32S/21Q/16D                       | Anabel Medina Garrigues Jaroslava Sjvedova                                                | Anne Keothavong Valerija Savinych     | 6-0, 6-4          | details |
| 25 februari | Abierto Mexicano Telcel Acapulco, Mexico WTA Internationaltoernooi $235.000 - gravel - 32S/32Q/16D                           | Sara Errani                                                                               | Carla Suárez Navarro                  | 6-0, 6-4          | details |
| 25 februari | Abierto Mexicano Telcel Acapulco, Mexico WTA Internationaltoernooi $235.000 - gravel - 32S/32Q/16D                           | Lourdes Domínguez Lino Arantxa Parra Santonja                                             | Catalina Castaño Mariana Duque Mariño | 6-4, 7-6          | details |
| 25 februari | BMW Malaysian Open Kuala Lumpur, Maleisië WTA Internationaltoernooi $235.000 - hardcourt - 32S/24Q/16D                       | Karolína Plíšková                                                                         | Bethanie Mattek-Sands                 | 1-6, 7-5, 6-3     | details |
| 25 februari | BMW Malaysian Open Kuala Lumpur, Maleisië WTA Internationaltoernooi $235.000 - hardcourt - 32S/24Q/16D                       | Shuko Aoyama Chang Kai-chen                                                               | Janette Husárová Zhang Shuai          | 6-7, 7-6, [14-12] | details |

### Maart
| Week van          | Toernooi | Winnares                           | Verliezend finaliste             | Uitslag finale   |         |
| ----------------- | --- | ---------------------------------- | -------------------------------- | ---------------- | ------- |
| 4 maart 11 maart  | BNP Paribas Open Indian Wells, Verenigde Staten WTA Premier Mandatorytoernooi $6.020.268 - hardcourt - 96S/48Q/32D | Maria Sjarapova                    | Caroline Wozniacki               | 6-2, 6-2         | details |
| 4 maart 11 maart  | BNP Paribas Open Indian Wells, Verenigde Staten WTA Premier Mandatorytoernooi $6.020.268 - hardcourt - 96S/48Q/32D | Jekaterina Makarova Jelena Vesnina | Nadja Petrova Katarina Srebotnik | 6-0, 5-7, [10-6] | details |
| 18 maart 25 maart | Sony Open Tennis Miami, Verenigde Staten WTA Premier Mandatorytoernooi $5.185.625 - hardcourt - 96S/48Q/32D        | Serena Williams                    | Maria Sjarapova                  | 4-6, 6-3, 6-0    | details |
| 18 maart 25 maart | Sony Open Tennis Miami, Verenigde Staten WTA Premier Mandatorytoernooi $5.185.625 - hardcourt - 96S/48Q/32D        | Nadja Petrova Katarina Srebotnik   | Lisa Raymond Laura Robson        | 6-1, 7-6         | details |

### April
| Week van | Toernooi | Winnares                                        | Verliezend finaliste                  | Uitslag finale |         |
| -------- | --- | ----------------------------------------------- | ------------------------------------- | -------------- | ------- |
| 1 april  | Family Circle Cup Charleston, Verenigde Staten WTA Premiertoernooi $795.707 - gravel - 56S/32Q/16D               | Serena Williams                                 | Jelena Janković                       | 3-6, 6-0, 6-2  | details |
| 1 april  | Family Circle Cup Charleston, Verenigde Staten WTA Premiertoernooi $795.707 - gravel - 56S/32Q/16D               | Kristina Mladenovic Lucie Šafářová              | Andrea Hlaváčková Liezel Huber        | 6-3, 7-66      | details |
| 1 april  | Monterrey Open Monterrey, Mexico WTA Internationaltoernooi $235.000 - hardcourt - 32S/32Q/16D                    | Anastasija Pavljoetsjenkova                     | Angelique Kerber                      | 4-6, 6-2, 6-4  | details |
| 1 april  | Monterrey Open Monterrey, Mexico WTA Internationaltoernooi $235.000 - hardcourt - 32S/32Q/16D                    | Tímea Babos Kimiko Date-Krumm                   | Eva Birnerová Tamarine Tanasugarn     | 6-1, 6-4       | details |
| 8 april  | BNP Paribas Katowice Open Katowice, Polen WTA Internationaltoernooi $235.000 - gravel (i) - 32S/32Q/16D          | Roberta Vinci                                   | Petra Kvitová                         | 7-6, 6-1       | details |
| 8 april  | BNP Paribas Katowice Open Katowice, Polen WTA Internationaltoernooi $235.000 - gravel (i) - 32S/32Q/16D          | Lara Arruabarrena Vecino Lourdes Domínguez Lino | Ioana Raluca Olaru Valerija Solovjeva | 6-4, 7-5       | details |
| 15 april | ITF Fed Cup (halve finale)                                                                                       | Italië 3–1 Tsjechië Rusland 3–2 Slowakije       |                                       |                | details |
| 22 april | Porsche Tennis Grand Prix Stuttgart, Duitsland WTA Premiertoernooi $795.707 - gravel (i) - 28S/32Q/16D           | Maria Sjarapova                                 | Li Na                                 | 6-4, 6-3       | details |
| 22 april | Porsche Tennis Grand Prix Stuttgart, Duitsland WTA Premiertoernooi $795.707 - gravel (i) - 28S/32Q/16D           | Mona Barthel Sabine Lisicki                     | Bethanie Mattek-Sands Sania Mirza     | 6-4, 7-5       | details |
| 22 april | GP de SAR La Princesse Lalla Meryem Marrakesh, Marokko WTA Internationaltoernooi $235.000 - gravel - 32S/32Q/16D | Francesca Schiavone                             | Lourdes Domínguez Lino                | 6-1, 6-3       | details |
| 22 april | GP de SAR La Princesse Lalla Meryem Marrakesh, Marokko WTA Internationaltoernooi $235.000 - gravel - 32S/32Q/16D | Tímea Babos Mandy Minella                       | Petra Martić Kristina Mladenovic      | 6-3, 6-1       | details |
| 29 april | Portugal Open Oeiras, Portugal WTA Internationaltoernooi $235.000 - gravel - 32S/32Q/16D                         | Anastasija Pavljoetsjenkova                     | Carla Suárez Navarro                  | 7-5, 6-2       | details |
| 29 april | Portugal Open Oeiras, Portugal WTA Internationaltoernooi $235.000 - gravel - 32S/32Q/16D                         | Chan Hao-ching Kristina Mladenovic              | Darija Jurak Katalin Marosi           | 7-6, 6-2       | details |

### Mei
| Week van      | Toernooi | Winnares                                   | Verliezend finaliste              | Uitslag finale    |         |
| ------------- | --- | ------------------------------------------ | --------------------------------- | ----------------- | ------- |
| 6 mei         | Mutua Madrid Open Madrid, Spanje WTA Premier Mandatorytoernooi $4.033.254 - gravel - 64S/32Q/28D              | Serena Williams                            | Maria Sjarapova                   | 6-1, 6-4          | details |
| 6 mei         | Mutua Madrid Open Madrid, Spanje WTA Premier Mandatorytoernooi $4.033.254 - gravel - 64S/32Q/28D              | Anastasija Pavljoetsjenkova Lucie Šafářová | Cara Black Marina Erakovic        | 6-2, 6-4          | details |
| 13 mei        | Internazionali BNL d'Italia Rome, Italië WTA Premier Fivetoernooi $2.369.000 - gravel - 56S/32Q/28D           | Serena Williams                            | Viktoryja Azarenka                | 6-1, 6-3          | details |
| 13 mei        | Internazionali BNL d'Italia Rome, Italië WTA Premier Fivetoernooi $2.369.000 - gravel - 56S/32Q/28D           | Hsieh Su-wei Peng Shuai                    | Sara Errani Roberta Vinci         | 4-6, 6-3, [10-8]  | details |
| 20 mei        | Brussels Open Brussel, België WTA Premiertoernooi $690.000 - gravel - 30S/32Q/16D                             | Kaia Kanepi                                | Peng Shuai                        | 6-2, 7-5          | details |
| 20 mei        | Brussels Open Brussel, België WTA Premiertoernooi $690.000 - gravel - 30S/32Q/16D                             | Anna-Lena Grönefeld Květa Peschke          | Gabriela Dabrowski Shahar Peer    | 6-0, 6-3          | details |
| 20 mei        | Internationaux de Strasbourg Straatsburg, Frankrijk WTA Internationaltoernooi $235.000 - gravel - 32S/32Q/16D | Alizé Cornet                               | Lucie Hradecká                    | 7-6, 6-0          | details |
| 20 mei        | Internationaux de Strasbourg Straatsburg, Frankrijk WTA Internationaltoernooi $235.000 - gravel - 32S/32Q/16D | Kimiko Date-Krumm Chanelle Scheepers       | Cara Black Marina Erakovic        | 6-4, 3-6, [14-12] | details |
| 27 mei 3 juni | Roland Garros Parijs, Frankrijk ITF Grandslamtoernooi €22.000.000 - gravel - 128S/96Q/64D/32X                 | Serena Williams                            | Maria Sjarapova                   | 6-4, 6-4          | details |
| 27 mei 3 juni | Roland Garros Parijs, Frankrijk ITF Grandslamtoernooi €22.000.000 - gravel - 128S/96Q/64D/32X                 | Jekaterina Makarova Jelena Vesnina         | Sara Errani Roberta Vinci         | 7-5, 6-2          | details |
| 27 mei 3 juni | Roland Garros Parijs, Frankrijk ITF Grandslamtoernooi €22.000.000 - gravel - 128S/96Q/64D/32X                 | Lucie Hradecká František Čermák            | Kristina Mladenovic Daniel Nestor | 1-6, 6-4, [10-6]  | details |

### Juni
| Week van       | Toernooi | Winnares                                   | Verliezend finaliste                      | Uitslag finale   |         |
| -------------- | --- | ------------------------------------------ | ----------------------------------------- | ---------------- | ------- |
| 10 juni        | Aegon Classic Birmingham, Verenigd Koninkrijk WTA Internationaltoernooi $235.000 - gras - 56S/32Q/16D       | Daniela Hantuchová                         | Donna Vekić                               | 7-6, 6-2         | details |
| 10 juni        | Aegon Classic Birmingham, Verenigd Koninkrijk WTA Internationaltoernooi $235.000 - gras - 56S/32Q/16D       | Ashleigh Barty Casey Dellacqua             | Cara Black Marina Erakovic                | 7-5, 6-4         | details |
| 10 juni        | Nürnberger Versicherungscup Neurenberg, Duitsland WTA Internationaltoernooi $235.000 - gravel - 32S/16Q/16D | Simona Halep                               | Andrea Petković                           | 6-3, 6-3         | details |
| 10 juni        | Nürnberger Versicherungscup Neurenberg, Duitsland WTA Internationaltoernooi $235.000 - gravel - 32S/16Q/16D | Ioana Raluca Olaru Valerija Solovjeva      | Anna-Lena Grönefeld Květa Peschke         | 2-6, 7-6, [11-9] | details |
| 17 juni        | Aegon International Eastbourne, Verenigd Koninkrijk WTA Premiertoernooi $690.000 - gras - 32S/28Q/16D       | Jelena Vesnina                             | Jamie Hampton                             | 6-2, 6-1         | details |
| 17 juni        | Aegon International Eastbourne, Verenigd Koninkrijk WTA Premiertoernooi $690.000 - gras - 32S/28Q/16D       | Nadja Petrova Katarina Srebotnik           | Monica Niculescu Klára Zakopalová         | 6-3, 6-3         | details |
| 17 juni        | Topshelf Open Rosmalen, Nederland WTA Internationaltoernooi $235.000 - gras - 32S/16Q/15D                   | Simona Halep                               | Kirsten Flipkens                          | 6-4, 6-2         | details |
| 17 juni        | Topshelf Open Rosmalen, Nederland WTA Internationaltoernooi $235.000 - gras - 32S/16Q/15D                   | Irina-Camelia Begu Anabel Medina Garrigues | Dominika Cibulková Arantxa Parra Santonja | 4-6, 7-6, [11-9] | details |
| 24 juni 1 juli | Wimbledon Londen, Verenigd Koninkrijk ITF Grandslamtoernooi £11.280.000 - gras - 128S/96Q/64D/48X           | Marion Bartoli                             | Sabine Lisicki                            | 6-1, 6-4         | details |
| 24 juni 1 juli | Wimbledon Londen, Verenigd Koninkrijk ITF Grandslamtoernooi £11.280.000 - gras - 128S/96Q/64D/48X           | Hsieh Su-wei Peng Shuai                    | Ashleigh Barty Casey Dellacqua            | 7-6, 6-1         | details |
| 24 juni 1 juli | Wimbledon Londen, Verenigd Koninkrijk ITF Grandslamtoernooi £11.280.000 - gras - 128S/96Q/64D/48X           | Daniel Nestor Kristina Mladenovic          | Bruno Soares Lisa Raymond                 | 5-7, 6-2, 8-6    | details |

### Juli
| Week van | Toernooi | Winnares                                 | Verliezend finaliste                | Uitslag finale   |         |
| -------- | --- | ---------------------------------------- | ----------------------------------- | ---------------- | ------- |
| 8 juli   | Hungarian Grand Prix Boedapest, Hongarije WTA Internationaltoernooi $235.000 - gravel - 32S/–Q/8D           | Simona Halep                             | Yvonne Meusburger                   | 6-3, 6-7, 6-1    | details |
| 8 juli   | Hungarian Grand Prix Boedapest, Hongarije WTA Internationaltoernooi $235.000 - gravel - 32S/–Q/8D           | Andrea Hlaváčková Lucie Hradecká         | Nina Brattsjikova Anna Tatishvili   | 6-4, 6-1         | details |
| 8 juli   | Italiacom Open Palermo, Italië WTA Internationaltoernooi $235.000 - gravel - 32S/32Q/16D                    | Roberta Vinci                            | Sara Errani                         | 6-3, 3-6, 6-3    | details |
| 8 juli   | Italiacom Open Palermo, Italië WTA Internationaltoernooi $235.000 - gravel - 32S/32Q/16D                    | Kristina Mladenovic Katarzyna Piter      | Karolína Plíšková Kristýna Plíšková | 6-1, 5-7, [10-8] | details |
| 15 juli  | Collector Swedish Open Båstad, Zweden WTA Internationaltoernooi $235.000 - gravel - 32S/32Q/16D             | Serena Williams                          | Johanna Larsson                     | 6-4, 6-1         | details |
| 15 juli  | Collector Swedish Open Båstad, Zweden WTA Internationaltoernooi $235.000 - gravel - 32S/32Q/16D             | Anabel Medina Garrigues Klára Zakopalová | Alexandra Dulgheru Flavia Pennetta  | 6-1, 6-4         | details |
| 15 juli  | Nürnberger Gastein Ladies Bad Gastein, Oostenrijk WTA Internationaltoernooi $235.000 - gravel - 32S/32Q/16D | Yvonne Meusburger                        | Andrea Hlaváčková                   | 7-5, 6-2         | details |
| 15 juli  | Nürnberger Gastein Ladies Bad Gastein, Oostenrijk WTA Internationaltoernooi $235.000 - gravel - 32S/32Q/16D | Sandra Klemenschits Andreja Klepač       | Kristina Barrois Eléni Daniilídou   | 6-1, 6-4         | details |
| 22 juli  | Bank of the West Classic Stanford, Verenigde Staten WTA Premiertoernooi $795.707 - hardcourt - 28S/16Q/16D  | Dominika Cibulková                       | Agnieszka Radwańska                 | 3-6, 6-4, 6-4    | details |
| 22 juli  | Bank of the West Classic Stanford, Verenigde Staten WTA Premiertoernooi $795.707 - hardcourt - 28S/16Q/16D  | Raquel Kops-Jones Abigail Spears         | Julia Görges Darija Jurak           | 6-2, 7-6         | details |
| 22 juli  | Baku Cup Bakoe, Azerbeidzjan WTA Internationaltoernooi $235.000 - hardcourt - 32S/24Q/16D                   | Elina Svitolina                          | Shahar Peer                         | 6-4, 6-4         | details |
| 22 juli  | Baku Cup Bakoe, Azerbeidzjan WTA Internationaltoernooi $235.000 - hardcourt - 32S/24Q/16D                   | Iryna Boerjatsjok Oksana Kalasjnikova    | Eléni Daniilídou Aleksandra Krunić  | 4-6, 7-6, [10-4] | details |
| 29 juli  | Southern California Open Carlsbad, Verenigde Staten WTA Premiertoernooi $795.707 - hardcourt - 28S/32Q/16D  | Samantha Stosur                          | Viktoryja Azarenka                  | 6-2, 6-3         | details |
| 29 juli  | Southern California Open Carlsbad, Verenigde Staten WTA Premiertoernooi $795.707 - hardcourt - 28S/32Q/16D  | Raquel Kops-Jones Abigail Spears         | Chan Hao-ching Janette Husárová     | 6-4, 6-1         | details |
| 29 juli  | Citi Open Washington, Verenigde Staten WTA Internationaltoernooi $235.000 - hardcourt - 32S/16Q/16D         | Magdaléna Rybáriková                     | Andrea Petković                     | 6-4, 6-72        | details |
| 29 juli  | Citi Open Washington, Verenigde Staten WTA Internationaltoernooi $235.000 - hardcourt - 32S/16Q/16D         | Shuko Aoyama Vera Doesjevina             | Eugenie Bouchard Taylor Townsend    | 6-3, 6-3         | details |

### Augustus
| Week van                | Toernooi | Winnares                           | Verliezend finaliste                       | Uitslag finale    |         |
| ----------------------- | --- | ---------------------------------- | ------------------------------------------ | ----------------- | ------- |
| 5 augustus              | Rogers Cup Toronto, Canada WTA Premier Fivetoernooi $2.369.000 - hardcourt - 56S/48Q/28D                           | Serena Williams                    | Sorana Cîrstea                             | 6-2, 6-0          | details |
| 5 augustus              | Rogers Cup Toronto, Canada WTA Premier Fivetoernooi $2.369.000 - hardcourt - 56S/48Q/28D                           | Jelena Janković Katarina Srebotnik | Anna-Lena Grönefeld Květa Peschke          | 5-7, 6-2, [10-6]  | details |
| 5 augustus              | Caoxijiu Suzhou Ladies Open Suzhou, China WTA Challengertoernooi $125.000 - hardcourt - 32S/16Q/16D                | Shahar Peer                        | Zheng Saisai                               | 6-2, 2-6, 6-3     | details |
| 5 augustus              | Caoxijiu Suzhou Ladies Open Suzhou, China WTA Challengertoernooi $125.000 - hardcourt - 32S/16Q/16D                | Tímea Babos Michaëlla Krajicek     | Han Xinyun Eri Hozumi                      | 6-2, 6-2          | details |
| 12 augustus             | Western & Southern Open Cincinnati, Verenigde Staten WTA Premier Fivetoernooi $2.369.000 - hardcourt - 56S/48Q/28D | Viktoryja Azarenka                 | Serena Williams                            | 2-6, 6-2, 7-6     | details |
| 12 augustus             | Western & Southern Open Cincinnati, Verenigde Staten WTA Premier Fivetoernooi $2.369.000 - hardcourt - 56S/48Q/28D | Hsieh Su-wei Peng Shuai            | Anna-Lena Grönefeld Květa Peschke          | 2-6, 6-3, [12-10] | details |
| 19 augustus             | New Haven Open at Yale New Haven, Verenigde Staten WTA Premiertoernooi $690.000 - hardcourt - 30S/48Q/16D          | Simona Halep                       | Petra Kvitová                              | 6-2, 6-2          | details |
| 19 augustus             | New Haven Open at Yale New Haven, Verenigde Staten WTA Premiertoernooi $690.000 - hardcourt - 30S/48Q/16D          | Sania Mirza Zheng Jie              | Anabel Medina Garrigues Katarina Srebotnik | 6-3, 6-4          | details |
| 26 augustus 2 september | US Open New York, Verenigde Staten ITF Grandslamtoernooi $1.6102.000 - hardcourt - 128S/128Q/64D/32X               | Serena Williams                    | Viktoryja Azarenka                         | 7-5, 6-7, 6-1     | details |
| 26 augustus 2 september | US Open New York, Verenigde Staten ITF Grandslamtoernooi $1.6102.000 - hardcourt - 128S/128Q/64D/32X               | Andrea Hlaváčková Lucie Hradecká   | Ashleigh Barty Casey Dellacqua             | 6-7, 6-1, 6-4     | details |
| 26 augustus 2 september | US Open New York, Verenigde Staten ITF Grandslamtoernooi $1.6102.000 - hardcourt - 128S/128Q/64D/32X               | Andrea Hlaváčková Maks Mirni       | Abigail Spears Santiago González           | 7-6, 6-3          | details |

### September
| Week van     | Toernooi | Winnares                               | Verliezend finaliste                   | Uitslag finale    |         |
| ------------ | --- | -------------------------------------- | -------------------------------------- | ----------------- | ------- |
| 9 september  | Tashkent Open Tasjkent, Oezbekistan WTA Internationaltoernooi $235.000 - hardcourt - 32S/24Q/16D                   | Bojana Jovanovski                      | Volha Havartsova                       | 4-6, 7-5, 7-63    | details |
| 9 september  | Tashkent Open Tasjkent, Oezbekistan WTA Internationaltoernooi $235.000 - hardcourt - 32S/24Q/16D                   | Tímea Babos Jaroslava Sjvedova         | Volha Havartsova Mandy Minella         | 6-3, 6-3          | details |
| 9 september  | Bell Challenge Québec, Canada WTA Internationaltoernooi $235.000 - hardcourt (i) - 32S/32Q/16D                     | Lucie Šafářová                         | Marina Erakovic                        | 6-4, 6-3          | details |
| 9 september  | Bell Challenge Québec, Canada WTA Internationaltoernooi $235.000 - hardcourt (i) - 32S/32Q/16D                     | Alla Koedrjavtseva Anastasia Rodionova | Andrea Hlaváčková Lucie Hradecká       | 6-4, 6-3          | details |
| 16 september | Korea Open Seoel, Zuid-Korea WTA Internationaltoernooi $500.000 - hardcourt - 32S/32Q/16D                          | Agnieszka Radwańska                    | Anastasija Pavljoetsjenkova            | 6-7, 6-3, 6-4     | details |
| 16 september | Korea Open Seoel, Zuid-Korea WTA Internationaltoernooi $500.000 - hardcourt - 32S/32Q/16D                          | Chan Chin-wei Xu Yifan                 | Raquel Kops-Jones Abigail Spears       | 7-5, 6-3          | details |
| 16 september | Guangzhou International Women's Open Guangzhou, China WTA Internationaltoernooi $500.000 - hardcourt - 32S/32Q/16D | Zhang Shuai                            | Vania King                             | 7-61 6-1          | details |
| 16 september | Guangzhou International Women's Open Guangzhou, China WTA Internationaltoernooi $500.000 - hardcourt - 32S/32Q/16D | Hsieh Su-wei Peng Shuai                | Vania King Galina Voskobojeva          | 6-3, 4-6, [12-10] | details |
| 23 september | Toray Pan Pacific Open Tokio, Japan WTA Premier Fivetoernooi $2.369.000 - hardcourt - 56S/32Q/16D                  | Petra Kvitová                          | Angelique Kerber                       | 6-2, 0-6, 6-3     | details |
| 23 september | Toray Pan Pacific Open Tokio, Japan WTA Premier Fivetoernooi $2.369.000 - hardcourt - 56S/32Q/16D                  | Cara Black Sania Mirza                 | Chan Hao-ching Liezel Huber            | 4-6, 6-0, [11-9]  | details |
| 23 september | Yinzhou Bank Tennis Open Ningbo, China WTA Challengertoernooi $125.000 - hardcourt - 32S/16Q/16D                   | Bojana Jovanovski                      | Zhang Shuai                            | 6-7, 6-4, 6-1     | details |
| 23 september | Yinzhou Bank Tennis Open Ningbo, China WTA Challengertoernooi $125.000 - hardcourt - 32S/16Q/16D                   | Chan Yung-jan Zhang Shuai              | Iryna Boerjatsjok Oksana Kalasjnikova  | 6-2, 6-1          | details |
| 30 september | China Open Peking, China WTA Premier Mandatorytoernooi $5.185.625 - hardcourt - 60S/32Q/28D                        | Serena Williams                        | Jelena Janković                        | 6-2, 6-2          | details |
| 30 september | China Open Peking, China WTA Premier Mandatorytoernooi $5.185.625 - hardcourt - 60S/32Q/28D                        | Cara Black Sania Mirza                 | Vera Doesjevina Arantxa Parra Santonja | 6-2, 6-2          | details |

### Oktober
| Week van   | Toernooi | Winnares                             | Verliezend finaliste                   | Uitslag finale   |         |
| ---------- | --- | ------------------------------------ | -------------------------------------- | ---------------- | ------- |
| 7 oktober  | Generali Ladies Linz Linz, Oostenrijk WTA Internationaltoernooi $235.000 - hardcourt (i) - 32S/32Q/16D                | Angelique Kerber                     | Ana Ivanović                           | 6-4, 7-6         | details |
| 7 oktober  | Generali Ladies Linz Linz, Oostenrijk WTA Internationaltoernooi $235.000 - hardcourt (i) - 32S/32Q/16D                | Karolína Plíšková Kristýna Plíšková  | Gabriela Dabrowski Alicja Rosolska     | 7-6, 6-4         | details |
| 7 oktober  | HP Japan Women's Open Osaka, Japan WTA Internationaltoernooi $235.000 - hardcourt - 32S/32Q/16D                       | Samantha Stosur                      | Eugenie Bouchard                       | 3-6, 7-5, 6-2    | details |
| 7 oktober  | HP Japan Women's Open Osaka, Japan WTA Internationaltoernooi $235.000 - hardcourt - 32S/32Q/16D                       | Kristina Mladenovic Flavia Pennetta  | Samantha Stosur Zhang Shuai            | 6-4, 6-3         | details |
| 14 oktober | Kremlin Cup Moskou, Rusland WTA Premiertoernooi $795.707 - hardcourt (i) - 28S/32Q/16D                                | Simona Halep                         | Samantha Stosur                        | 7-6, 6-2         | details |
| 14 oktober | Kremlin Cup Moskou, Rusland WTA Premiertoernooi $795.707 - hardcourt (i) - 28S/32Q/16D                                | Svetlana Koeznetsova Samantha Stosur | Alla Koedrjavtseva Anastasia Rodionova | 6-1, 1-6, [10-8] | details |
| 14 oktober | BGL BNP Paribas Luxembourg Open Luxemburg, Luxemburg WTA Internationaltoernooi $235.000 - hardcourt (i) - 32S/32Q/16D | Caroline Wozniacki                   | Annika Beck                            | 6-2, 6-2         | details |
| 14 oktober | BGL BNP Paribas Luxembourg Open Luxemburg, Luxemburg WTA Internationaltoernooi $235.000 - hardcourt (i) - 32S/32Q/16D | Stephanie Vogt Yanina Wickmayer      | Kristina Barrois Laura Thorpe          | 7-6, 6-4         | details |
| 21 oktober | WTA Championships Istanboel, Turkije Officieus wereldkampioenschap $6.000.000 - hardcourt (i) - 8S(RR)/4D             | Serena Williams                      | Li Na                                  | 2-6, 6-3, 6-0    | details |
| 21 oktober | WTA Championships Istanboel, Turkije Officieus wereldkampioenschap $6.000.000 - hardcourt (i) - 8S(RR)/4D             | Hsieh Su-wei Peng Shuai              | Jekaterina Makarova Jelena Vesnina     | 6-4, 7-5         | details |
| 28 oktober | Tournament of Champions Sofia, Bulgarije Eindejaarskampioenschap $750.000 - hardcourt (i) - 8S(RR)                    | Simona Halep                         | Samantha Stosur                        | 2-6, 6-2, 6-2    | details |
| 28 oktober | Nanjing Ladies Open Nanjing, China WTA Challengertoernooi $125.000 - gravel - 32S/16Q/16D                             | Zhang Shuai                          | Ayumi Morita                           | 6-4, opg.        | details |
| 28 oktober | Nanjing Ladies Open Nanjing, China WTA Challengertoernooi $125.000 - gravel - 32S/16Q/16D                             | Misaki Doi Xu Yifan                  | Jaroslava Sjvedova Zhang Shuai         | 6-1, 6-4         | details |
| 28 oktober | Fed Cup (finale) | Italië                               | Rusland                                | 4-0              | details |

### November en december
| Week van   | Toernooi                                                                                             | Winnares                           | Verliezend finaliste                   | Uitslag finale |         |
| ---------- | --- | ---------------------------------- | -------------------------------------- | -------------- | ------- |
| 4 november | OEC Taipei WTA Ladies Open Taipei, Taiwan WTA Challengertoernooi $125.000 - tapijt (i) - 32S/16Q/16D | Alison Van Uytvanck                | Yanina Wickmayer                       | 6-4, 6-2       | details |
| 4 november | OEC Taipei WTA Ladies Open Taipei, Taiwan WTA Challengertoernooi $125.000 - tapijt (i) - 32S/16Q/16D | Caroline Garcia Jaroslava Sjvedova | Anna-Lena Friedsam Alison Van Uytvanck | 6-3, 6-3       | details |

In de rest van november en in december werden traditiegetrouw geen WTA-toernooien georganiseerd.

## Primeurs
Speelsters die in 2013 hun eerste WTA-enkelspeltitel wonnen:
- Jelena Vesnina (Rusland) in Hobart, Australië
- Marina Erakovic (Nieuw-Zeeland) in Memphis, TN, VS
- Monica Niculescu (Roemenië) in Florianópolis, Brazilië
- Karolína Plíšková (Tsjechië) in Kuala Lumpur, Maleisíë
- Simona Halep (Roemenië) in Neurenberg, Duitsland
- Yvonne Meusburger (Oostenrijk) in Bad Gastein, Oostenrijk
- Zhang Shuai (China) in Guangzhou, China
- Alison Van Uytvanck (België) in Taipei, Taiwan

## Statistieken toernooien

### Toernooien per ondergrond
| ondergrond   | aantal | buiten/binnen | aantal    |
| ------------ | ------ | ------------- | --------- |
| hardcourt    | 39     | buiten        | 30        |
| hardcourt    | 39     | binnen        | 9         |
| gravel       | 18     | buiten        | 16        |
| gravel       | 18     | binnen        | 2         |
| groen gravel | 1      | buiten        | 1         |
| gras         | 4      | buiten        | 4         |
| tapijt       | 1      | binnen        | 1         |
| wisselend    | 3      | (Fed Cup)     | (Fed Cup) |
| TOTAAL       | 66     |               |           |

### Toernooien per continent
| regio                  | aantal |
| ---------------------- | ------ |
| Europa                 | 22     |
| Azië-Oceanië           | 23     |
| Noord/Centraal-Amerika | 14     |
| Zuid-Amerika           | 3      |
| Afrika                 | 1      |
| wisselend              | 3      |
| TOTAAL                 | 66     |

### Toernooien per land
| aantal | land |
| ------ | --- |
| 10     | Verenigde Staten |
| 6      | China |
| 5      | Australië |
| 3      | Frankrijk, Verenigd Koninkrijk |
| 2      | Oostenrijk, Canada, Colombia, Duitsland, Italië, Japan, Mexico |
| 1      | Azerbeidzjan, België, Brazilië, Bulgarije, Hongarije, Luxemburg, Maleisië, Marokko, Nederland, Nieuw-Zeeland, Oezbekistan, Polen, Portugal, Qatar, Rusland, Spanje, Taiwan, Thailand, Turkije, Verenigde Arabische Emiraten, Zuid-Korea, Zweden |

## Uitzendrechten
De WTA-tennistoernooien waren in Nederland in 2013 exclusief te zien op betaalzender Sport1. Sport1 had een tenniskanaal onder de naam Sport1 Tennis. De betaalzender zond de 22 belangrijkste dames-tennistoernooien live uit. De sportzender Sport 1 had in 2013 ook de rechten in handen van de ATP-toernooien, Wimbledon en de Davis Cup.